# Raychell
Raychell（レイチェル、1月13日 - ）は、日本・タイの女性音楽家、歌手、声優、女優。エースクルー・エンタテインメント所属。身長は170 cm。

## 来歴
2010年にLay名義でavexよりメジャーデビュー。2013年にRaychellに改名。ソロシンガーとして活躍する中、舞台や映画でも女優として活動。2017年からヴィジュアル系ロックバンド・SHAZNAに加入。
2018年1月からは、BanG Dream!プロジェクト内のバンド『THE THIRD（仮）』のベース＆ボーカルとして活動。その後、『THE THIRD（仮）』は『RAISE A SUILEN』に改名され、2019年1月より放送開始のテレビアニメ『BanG Dream! 2nd Season』にてRAISE A SUILENの和奏レイ / レイヤ役としてテレビアニメ初出演を果たし、現在は声優としても活動している。

## 人物
Layという名前はレイ・チャールズからつけられたものであり、デビュー時はLayであったものの、インディーズ時代はRayの名前で活躍していた。また、RayではなくLayにはLay Down（横になる）という意味も込められており、添い寝して歌ったら聴く者の癒しになるだろうというコンセプトから、2010年の『この愛であるように』のMVでは横たわりながら歌われている。
プロ野球・横浜DeNAベイスターズのファンでもある。

## 出演
太字はメインキャラクター。

### テレビアニメ
- BanG Dream!（2019年 - 2022年、レイヤ[8][9]） - 2シリーズ + 1作品[一覧 1]
- BanG Dream! ガルパ☆ピコ 〜大盛り〜 / ふぃーばー!（2020年 - 2021年、レイヤ[10][11]） - 2シリーズ
- D4DJ First Mix（2020年 - 2021年、姫神紗乃[12]）
- 擾乱 THE PRINCESS OF SNOW AND BLOOD（2021年、花風エレーナ[13]）
- ぷっちみく♪ D4DJ Petit Mix（2021年、姫神紗乃[14]）

### 劇場アニメ
- BanG Dream! FILM LIVE 2nd Stage（2021年、レイヤ[15]）
- 劇場版 BanG Dream! ぽっぴん'どりーむ!（2022年、レイヤ）
- 劇場版すとぷり はじまりの物語〜Strawberry School Festival!!!〜（2024年、女性シンガー）

### ゲーム
- バンドリ! ガールズバンドパーティ!（2020年 - 2025年、レイヤ[16]）
- D4DJ Groovy Mix（2020年 - 2023年、姫神紗乃[17]）
- 少女☆歌劇 レヴュースタァライト -Re LIVE-（2023年、レイヤ）

### 舞台
- BIOHAZARD THE STAGE（2015年10月22日 - 11月1日、EX THEATER ROPPONGI） - ソフィー・ホーム 役[18]
- バイオハザード・ ヴォイス・オブ・ガイア（2016年9月30日 - 11月16日、赤坂ACTシアター / 梅田芸術劇場 メインホール）[19]
- BIOHAZARD THE Experience（2017年2月10日 - 2月26日、東京・Zeppブルーシアター六本木 / 3月4日・5日、新神戸オリエンタル劇場）[20]
- 映画「のど自慢」井筒和幸監督作品より「音楽喜劇『のど自慢』～上を向いて歩こう～」（2017年6月29日 - 8月18日、東京国際フォーラム ホールC / 新神戸オリエンタル劇場 / 中日劇場） - 大島 役
- We are RAISE A SUILEN〜BanG Dream! The Stage〜（2020年7月15日 - 19日、天王洲 銀河劇場） - 主演・レイヤ 役[21][22]
- ゼロの無限音階（2021年7月8日 - 11日、博品館劇場） - アメリア 役[23]
- 擾乱 THE PRINCESS OF SNOW AND BLOOD～陽いづる雪月花編～（2021年10月28日 - 11月7日、明治座） - 花風エレーナ 役[13]
- 朗読劇 細雪（2024年6月22日・23日、明治座） - 語り手および下妻夫人 役[24]

### 映画
- 愛・革命（2016年） - 敏／Min 役[25]

### ライブ・イベント
- 『西寺実 Presents HARD なYAON 2009』にOpening Actとして出演 / 日比谷野外大音楽堂 [2009年4月29日]
- 『原宿スタイルコレクション』出演[26] / 有明コロシアム [2009年9月12日]

## ディスコグラフィ

### シングル
- シングル+DVD "この愛であるように" 2010年6月2日発売
- シングル+DVD "Smiling!" 2011年5月4日発売
- シングル+DVD "ひかり" 2013年11月13日発売
- シングル+DVD "Stay Hungry" 2014年6月18日発売
- 配信限定シングル "Krazy / Raychell feat.RICKEY & RABBIE" 2015年8月19日発売
- シングル "Blast / MY WAY" 2021年4月11日発売
- シングル "Never EVER～infinity scale ver.～" 2021年7月12日発売
- シングル "DON'T GIVE UP!" 2022年10月26日発売

### アルバム
- アルバム+DVD "L▶R" 2013年4月24日発売
- アルバム"THE 3RD" 2015年2月4日発売
- ミニアルバム+DVD "0（ゼロ）" 2016年1月20日発売
- アルバム"Are you ready to FIGHT" 2017年3月1日発売
- アルバム"DON'T GIVE UP!" 2022年11月16日発売
- EP "SCENT" 2023年12月24日/2024年1月13日発売

### シリーズ一覧
1. ↑  第2期『2nd Season』（2019年）、第3期『3rd Season』（2020年）、『ガルパ5周年記念アニメ』（2022年）